# Amazonas (delstat i Venezuela)
 For alternative betydninger, se Amazonas. (Se også artikler, som begynder med Amazonas)
Amazonas er en af Venezuelas 23 delstater (estados).
Delstatshovedstaden er Puerto Ayacucho. Hovedstaden indtil det tidlige 1900-tal var San Fernando de Atabapo. Selvom delstaten er navngivet efter Amazonfloden, afvandes det meste af området af Orinoco. Amazonas dækker et areal på i alt 180.145 km², og i 2007 havde den en befolkning på 142.200 mennesker. Indbyggertætheden var på 0,8 indbyggere per km².
Amazonas har Venezuelas højeste andel af oprindelige folk; disse udgør kun omkring 1,5 % af befolkningen på landsbasis, men andelen er næsten 50 % i Amazonas.